# Temporada 2006-2007 de la UE Figueres
L'estiu de 2006, l'empresari Enric Flix, propietari de la casa d'apostes esportives Miapuesta.com, adquirí el control accionarial de l'entitat i decidí canviar la seva denominació a Unió Esportiva Miapuesta Figueres, SAD. Al llarg de la temporada 2006-2007 a Segona Divisió B, Flix es queixà públicament de la baixa afluència d'aficionats al Municipal de Vilatenim i de falta de suport per part de l'Ajuntament, denunciant grans pèrdues econòmiques. El Miapuesta quedà 12è al final de temporada, salvant així la categoria.
Però en una polèmica assemblea, el 28 de juny de 2007, Flix impulsà el trasllat del club a la població de Castelldefels, denominant-lo Unió Esportiva Miapuesta Castelldefels. Fou una proposta presentada per sorpresa a la seva junta d'accionistes i que prosperà amb l'únic vot d'aquest accionista. Un grup de socis presentà una impugnació a aquesta decisió, encara pendent de resoldre de forma definitiva. L'11 de juliol, el Jutjat Mercantil de Girona prengué la mesura cautelar de paralitzar els acords adoptats a la junta impugnada i designà un administrador judicial (Nitus Santos, exjugador, entrenador, director esportiu i president) per portar les regnes del club fins que no aparegués la sentència definitiva. Aquestes mesures cautelars, però, van ser aixecades pel mateix jutjat l'1 d'agost, donant-se via lliure, per tant, a l'aplicació dels acords de la junta. El 24 d'agost la RFEF va acceptar finalment la inscripció de la nova UE Miapuesta Castelldefels amb l'estadi a la localitat del Baix Llobregat, cosa que va significar a la pràctica la desaparició de la Unió Esportiva Figueres com a club de futbol empordanès, si bé legalment es tractà d'un canvi de nom i ubicació, i no pas d'una desaparició.
Per la seva banda i per tal d'evitar que aquesta desaparició es fes efectiva, la gent del Figueres es va posar a treballar per la continuïtat del projecte esportiu de 88 anys d'història de la Unió, amb una nova entitat legal (fundada el 2007), i amb un equip que inicià la seva trajectòria esportiva a la categoria de Tercera Territorial (actualment Quarta catalana), la més baixa del futbol català. La nova UE Figueres fou inscrita al grup 29 de la Tercera Territorial Catalana l'agost del 2007.

## Fets destacats
2006
- 16 de juliol: l'empresari Enric Flix, propietari de la casa d'apostes esportives Miapuesta.com, adquireix el control accionarial de l'entitat i canvia la seva denominació a Unió Esportiva Miapuesta Figueres, SAD.[1]
- 1 d'agost: primer partit amistós de la pretemporada (i de presentació a l'afició) del Figueres, a Vilatenim, contra l'Al-Nassr FC saudita, amb victòria per 2-0.[11][12]
- 27 d'agost: primera jornada de lliga, al camp del RCD Espanyol B, amb derrota per 1-0.[13]
- 22 d'octubre: els mals resultats fan que la junta directiva destitueixi l'entrenador Josep Clotet a la jornada 9. El seu ajudant, Ernest Calero, es fa càrrec de l'equip fins a finals de temporada.[14]

2007
- 26 de maig: últim partit de lliga al Mini Estadi contra el FC Barcelona B, amb triomf per 0-4.[4]
- 28 de juny: en una polèmica assemblea, Enric Flix impulsa el trasllat del club a la població de Castelldefels, denominant-lo Unió Esportiva Miapuesta Castelldefels.[5]
- 24 d'agost: es fa efectiu el trasllat del Miapuesta a Castelldefels.[9]

## Plantilla
| Núm. | Pos. |                     | Jugador                                 | Procedència             | Temporada |
| ---- | ---- | ------------------- | --------------------------------------- | ----------------------- | --------- |
|      | POR  | Catalunya           | Carlos Craviotto Martos (Craviotto)     | UE Castelldefels        | 2006-2007 |
|      | POR  | Catalunya           | Alberto García Cabrera (Alberto)        | Águilas CF              | 2006-2007 |
|      | POR  | La Rioja            | David Ruiz Atiega (Atiega)              | UD Logroñés             | 2006-2007 |
|      | DEF  | Catalunya           | Alan Baró Calabuig (Alan)               | FE Figueres             | 2005-2006 |
|      | DEF  | Catalunya           | Albert Síria Castro (Síria)             | CF Reus Deportiu        | 2006-2007 |
|      | DEF  | Catalunya           | Xavier Banal Cruz (Banal)               | UE Sant Andreu          | 2006-2007 |
|      | DEF  | Catalunya           | Joaquim Boadas Esparch (Boadas)         | UE Sant Andreu          | 2006-2007 |
|      | DEF  | Catalunya           | Xavier Comas Cañizares (Comas)          | UE Cornellà             | 2006-2007 |
|      | DEF  | Argentina           | Juan Manuel Viale Ochoa (Viale)         | UDA Gramenet            | 2006-2007 |
|      | DEF  | Galícia             | Pablo Coira Lojo (Coira)                | Deportivo Alavés        | 2006-2007 |
|      | DEF  | Andalusia           | Manuel Jesús Casas García (Molo)        | UD Almería              | 2006-2007 |
|      | DEF  | Comunitat de Madrid | Juan José Olalla Fernández (Olalla)     | Rayo Vallecano          | 2006-2007 |
|      | MIG  | Catalunya           | Sergio García Capitán (Sergio)          | AD Mar Menor            | 2005-2006 |
|      | MIG  | Catalunya           | Jaume Duran Nierga (Duran)              | FE Figueres             | 2005-2006 |
|      | MIG  | Galícia             | José Miguel Figueira Domínguez (Miguel) | Girona FC               | 2005-2006 |
|      | MIG  | Catalunya           | Iván Díaz Ruiz (Díaz)                   | CE Sabadell FC          | 2006-2007 |
|      | MIG  | Catalunya           | Manel Expósito Presseguer (Expósito)    | AD Alcorcón             | 2006-2007 |
|      | MIG  | Catalunya           | Óscar Céspedes Cabeza (Céspedes)        | UE Sant Andreu          | 2006-2007 |
|      | MIG  | Catalunya           | Gabriel Santiago Fernández (Babi)       | FE Figueres             | 2006-2007 |
|      | MIG  | Catalunya           | Albert Vivó Martí (Vivó)                | EC Granollers           | 2006-2007 |
|      | MIG  | Catalunya           | Diego Carrillo Pendas (Carrillo)        | CE L'Hospitalet         | 2006-2007 |
|      | MIG  | Extremadura         | Diego Gómez Muñoz (Dieguito)            | CD Zafra                | 2006-2007 |
|      | MIG  | Comunitat de Madrid | Álvaro Esteban Martín (Álvaro)          | Getafe CF B             | 2006-2007 |
|      | MIG  | Senegal             | Gabriel Mendy (Mendy)                   | UD Almería B            | 2006-2007 |
|      | DAV  | Catalunya           | Miguel Ángel Bernal Domínguez (Mito)    | FC Palafrugell          | 2005-2006 |
|      | DAV  | Catalunya           | Marc Sellarés de Pedro (Sellarés)       | CF Vilanova i la Geltrú | 2006-2007 |
|      | DAV  | Catalunya           | Oriol Santos Ferrés (Uri)               | CF Peralada             | 2006-2007 |
|      | DAV  | Romania             | Bogdan Laurentiu Stoica (Stoica)        | ?                       | 2006-2007 |

Llegenda:  ·   Capità  ·   Juvenil  ·   Lesionat  ·   Altes  ·   Passaport europeu  ·   Extracomunitari  ·   Extracomunitari sense restricció
| Baixes                             | Destinació       |
| Flavio Juan Frangella              | AD Cerro Reyes   |
| André Luiz Regatieri de Oliveira   | Paraná Clube     |
| Iray Barreto Pérez                 | Racing Portuense |
| Álvaro Martínez Aginaga            | Sestao River     |
| Diego José Rangel Monge            | SD Huesca        |
| José Carlos Soria Gil              | UB Conquense     |
| Roberto Camacho Naise              | Málaga CF B      |
| Sergio Alcolea Martínez            | UD Lanzarote     |
| Tino González Mateo                | CE Eldenc        |
| Manolo González Mateo              | CE Eldenc        |
| Óscar Javier González Pérez Palote | UE Cornellà      |
| Alberto Gallego Rodrigo            | Linense          |
| Francesc Ribalta Torres            | CE Manresa       |
| Óscar Ramírez Martín               | CF Badalona      |
| José Ramírez Martín                | Terrassa FC      |
| Raúl Torres Abad                   | Terrassa FC      |
| Nacho del Moral Juez               | Girona FC        |
| Josep Arau Valerí                  | CA Osasuna B     |
| Siscu Navas Raya                   | CE Binèfar       |
| Quique Beltrán Rodríguez           |                  |

## Resultats
| Amistosos |

| 1 agost 2006                             | UE Figueres                | 2 – 0                         | Al-Nassr | Figueres                                                           |  |
| 21:00 Amistós de presentació a Vilatenim | Babi 46' · Sergio 84' (p.) | Mundo Deportivo El 9 Esportiu |          | Municipal de Vilatenim · 900 espectadors · Martín Fuentes Martín · |  |

| 5 agost 2006 | FC L'Escala | 0 – 1           | UE Figueres | L'Escala                                    |  |
|              |             | Diari de Girona | 79' Babi    | Camp de futbol municipal · Sergio Naranjo · |  |

| 10 agost 2006              | Palamós CF | 1 – 1           | UE Figueres | Palamós                                      |  |
| XXVII Torneig Gaspar Matas | Parés 55'  | El 9 Esportiu   | 38' Babi    | Nou Estadi de Palamós · Daniel Menor Pérez · |  |
|                            |            | Tanda de penals |             |                                              |  |
|                            |            | 3 – 4           |             |                                              |  |

| 10 agost 2006 | FC Palafrugell   | 1 – 6         | UE Figueres                                                      | Vilajuïga                                          |  |
|               | Antonio 40' (p.) | El 9 Esportiu | 15' 22' Sellarés · 35' Díaz · 65' Uri · 75' Carrillo · 80' Banal | Camp de futbol municipal · Martín Fuentes Martín · |  |

| 19 agost 2006 | UE Figueres              | 2 – 1         | UE Rapitenca      | Figueres                                         |  |
|               | Sellarés 2' · Miguel 14' | El 9 Esportiu | 24' (p.) Gilabert | Municipal de Vilatenim · Martín Fuentes Martín · |  |

| Copa Catalunya |

| 4 juny 2006 | CF Peralada         | 2 – 0         | UE Figueres | Peralada                                                                 |  |
| 1a ronda    | Parés 86' · Uri 89' | El 9 Esportiu |             | Municipal de Peralada · 350 espectadors · Francisco Cardoso Montesinos · |  |

| Segona Divisió B-Grup 3 |

| 27 agost 2006 | RCD Espanyol B | 1 – 0           | UE Figueres | Sant Adrià de Besòs                              |  |
| Jornada 1     | Bussy 40'      | Mundo Deportivo |             | Ciutat Esportiva Sant Adrià · Luis López Muñoz · |  |

| 3 setembre 2006 | UE Figueres  | 1 – 1           | UDA Gramenet   | Figueres                                                    |  |
| Jornada 2       | Dieguito 11' | Mundo Deportivo | 21' Lombardero | Municipal de Vilatenim · Francisco Javier Barberá Fuentes · |  |

| 11 setembre 2006 | Terrassa FC | 1 – 0           | UE Figueres | Terrassa                                              |  |
| Jornada 3        | Migue 49'   | Mundo Deportivo |             | Estadi Olímpic de Terrassa · Martín Almendros Zafra · |  |

| 17 setembre 2006 | UE Figueres        | 2 – 0           | SD Huesca | Figueres                                            |  |
| Jornada 4        | Díaz 53' · Uri 70' | Mundo Deportivo |           | Municipal de Vilatenim · Eduardo Soriano Martínez · |  |

| 24 setembre 2006 | Benidorm CF | 0 – 0           | UE Figueres | Benidorm                                                       |  |
| Jornada 5        |             | Mundo Deportivo |             | Estadi Municipal de Foietes · Diego Sebastián López Martínez · |  |

| 1 octubre 2006 | UE Figueres | 0 – 0           | València CF B | Figueres                                              |  |
| Jornada 6      |             | Mundo Deportivo |               | Municipal de Vilatenim · Luis Martín Ortín Salvador · |  |

| 8 octubre 2006 | Oriola CF             | 2 – 0           | UE Figueres | Oriola                                         |  |
| Jornada 7      | Ratón 76' · Cases 81' | Mundo Deportivo |             | Estadi Los Arcos · Rafael Ismael Pino Blanco · |  |

| 15 octubre 2006 | UE Figueres  | 1 – 2           | CE Alcoià              | Figueres                                          |  |
| Jornada 8       | Dieguito 14' | Mundo Deportivo | 61' Marcos · 74' Riaño | Municipal de Vilatenim · Saúl Gracia Villacampa · |  |

| 22 octubre 2006 | CF Badalona                                      | 5 – 1           | UE Figueres  | Badalona                                     |  |
| Jornada 9       | Cámara 13' 25' · Monty 35' 52' · Tarradellas 67' | Mundo Deportivo | 76' Sellarés | Camp del Centenari · Juan Martínez Munuera · |  |

| 29 octubre 2006 | UE Figueres | 0 – 3           | CA Osasuna B                       | Figueres                                           |  |
| Jornada 10      |             | Mundo Deportivo | 33' Kike · 74' Txitxo · 89' Piette | Municipal de Vilatenim · Antonio García Castillo · |  |

| 5 novembre 2006 | UE Figueres | 0 – 0           | CE L'Hospitalet | Figueres                                             |  |
| Jornada 11      |             | Mundo Deportivo |                 | Municipal de Vilatenim · Juan Manuel Bernal Moreno · |  |

| 12 novembre 2006 | UE Sant Andreu | 1 – 0           | UE Figueres | Barcelona                                   |  |
| Jornada 12       | Arnal 68'      | Mundo Deportivo |             | Municipal Narcís Sala · Iñigo Azkue Otegi · |  |

| 19 novembre 2006 | UE Figueres               | 2 – 1           | UD Barbastro | Figueres                                      |  |
| Jornada 13       | Sellarés 40' · Sergio 71' | Mundo Deportivo | 88' Linares  | Municipal de Vilatenim · Daniel Ocón Arraiz · |  |

| 25 novembre 2006 | UE Lleida  | 1 – 2           | UE Figueres             | Lleida                                   |  |
| Jornada 14       | Luismi 61' | Mundo Deportivo | 31' Díaz · 38' Dieguito | Camp d'Esports · Gustavo Rebollo López · |  |

| 3 desembre 2006 | UE Figueres | 1 – 3           | Alacant CF                          | Figueres                                    |  |
| Jornada 15      | Banal 58'   | Mundo Deportivo | 25' Capi · 28' Caballero · 32' Tito | Municipal de Vilatenim · Luis López Muñoz · |  |

| 10 desembre 2006 | Llevant UE B | 1 – 2           | UE Figueres                    | Bunyol                                                          |  |
| Jornada 16       | Carril 34'   | Mundo Deportivo | 36' (p.) Miguel · 53' Carrillo | Ciutat Esportiva de Bunyol · Pedro Zamora Romero de Castellón · |  |

| 17 desembre 2006 | UE Figueres | 0 – 0           | Villajoyosa CF | Figueres                                        |  |
| Jornada 17       |             | Mundo Deportivo |                | Municipal de Vilatenim · Santiago Jaime Latre · |  |

| 7 gener 2007 | CE Eldenc    | 1 – 0           | UE Figueres | Elda                                        |  |
| Jornada 18   | Carlitos 91' | Mundo Deportivo |             | Estadi Pepico Amat · David Jiménez Moreno · |  |

| 14 gener 2007 | UE Figueres | 0 – 1           | FC Barcelona B  | Figueres                                         |  |
| Jornada 19    |             | Mundo Deportivo | 52' Hoogervorst | Municipal de Vilatenim · Mariano Medina Méndez · |  |

| 21 gener 2007 | UE Figueres             | 2 – 2           | RCD Espanyol B         | Figueres                                         |  |
| Jornada 20    | Mito 29' · Sellarés 71' | Mundo Deportivo | 66' Reyes · 94' Juanma | Municipal de Vilatenim · Julio Fermín Leo Ollo · |  |

| 28 gener 2007 | UDA Gramenet | 0 – 0           | UE Figueres | Santa Coloma de Gramenet                                             |  |
| Jornada 21    |              | Mundo Deportivo |             | Nou Camp Municipal de Santa Coloma · Felipe Santiago Crespo García · |  |

| 4 febrer 2007 | UE Figueres | 1 – 2           | Terrassa FC            | Figueres                                     |  |
| Jornada 22    | Díaz 41'    | Mundo Deportivo | 1' Boniquet · 62' Yago | Municipal de Vilatenim · Diego Ocón Arraiz · |  |

| 11 febrer 2007 | SD Huesca | 0 – 1           | UE Figueres  | Osca                                        |  |
| Jornada 23     |           | Mundo Deportivo | 56' Expósito | Estadi El Alcoraz · Asier Isturiz Latorre · |  |

| 18 febrer 2007 | UE Figueres               | 2 – 1           | Benidorm CF | Figueres                                                     |  |
| Jornada 24     | Álvaro 19' · Expósito 90' | Mundo Deportivo | 52' Aníbal  | Municipal de Vilatenim · Aitor Gorostegui Fernández-Ortega · |  |

| 24 febrer 2007 | València CF B | 1 – 1           | UE Figueres | Paterna                                                |  |
| Jornada 25     | Miku 38'      | Mundo Deportivo | 48' Molo    | Ciutat Esportiva de Paterna · Saúl Gracia Villacampa · |  |

| 4 març 2007 | UE Figueres | 1 – 0           | Oriola CF | Figueres                                     |  |
| Jornada 26  | Alan 3'     | Mundo Deportivo |           | Municipal de Vilatenim · Iñigo Azkue Otegi · |  |

| 11 març 2007 | CE Alcoià                    | 2 – 1           | UE Figueres  | Alcoi                                            |  |
| Jornada 27   | Marcos 59' · Prieto 88' (p.) | Mundo Deportivo | 47' Expósito | Camp Municipal del Collao · Mario Melero López · |  |

| 18 març 2007 | UE Figueres | 1 – 1           | CF Badalona | Figueres                                      |  |
| Jornada 28   | Alan 68'    | Mundo Deportivo | 6' Piti     | Municipal de Vilatenim · Gorka Sagués Oskoz · |  |

| 24 març 2007 | CA Osasuna B | 0 – 1           | UE Figueres  | Pamplona                                                  |  |
| Jornada 29   |              | Mundo Deportivo | 62' Dieguito | Instalaciones Deportivas de Tajonar · Diego Ocón Arraiz · |  |

| 1 abril 2007 | CE L'Hospitalet        | 2 – 1           | UE Figueres  | L'Hospitalet de Llobregat                                             |  |
| Jornada 30   | Larios 70' · Asier 86' | Mundo Deportivo | 71' Expósito | Estadi Municipal Futbol L’Hospitalet · David Jorge Conejo Rodríguez · |  |

| 8 abril 2007 | UE Figueres  | 1 – 0           | UE Sant Andreu | Figueres                                        |  |
| Jornada 31   | Sellarés 64' | Mundo Deportivo |                | Municipal de Vilatenim · Óscar Herrero Arenas · |  |

| 15 abril 2007 | UD Barbastro   | 1 – 1           | UE Figueres | Barbastre                                         |  |
| Jornada 32    | Jorge 52' (p.) | Mundo Deportivo | 89' Banal   | Campo Municipal de Deportes · Diego Ocón Arraiz · |  |

| 22 abril 2007 | UE Figueres                                | 3 – 2           | UE Lleida               | Figueres                                         |  |
| Jornada 33    | Expósito 27' · Sellarés 52' · Dieguito 93' | Mundo Deportivo | 15' Sergio · 29' Santos | Municipal de Vilatenim · Israel Simón del Pino · |  |

| 29 abril 2007 | Alacant CF            | 2 – 0           | UE Figueres | Alacant                                                |  |
| Jornada 34    | Béjar 12' · Borja 33' | Mundo Deportivo |             | Estadi José Rico Pérez · Adrián José Suárez Betancor · |  |

| 6 maig 2007 | UE Figueres     | 1 – 2           | Llevant UE B               | Figueres                                            |  |
| Jornada 35  | Pepe 28' (p.p.) | Mundo Deportivo | 65' (p.) Pla · 83' Guisado | Municipal de Vilatenim · José Javier Roche Ferrer · |  |

| 13 maig 2007 | Villajoyosa CF | 0 – 1           | UE Figueres | La Vila Joiosa                         |  |
| Jornada 36   |                | Mundo Deportivo | 42' Olalla  | Estadi Nou Pla · Pablo Sánchez López · |  |

| 20 maig 2007 | UE Figueres             | 2 – 1           | CE Eldenc | Figueres                                            |  |
| Jornada 37   | Alan 23' · Dieguito 49' | Mundo Deportivo | 94' Salas | Municipal de Vilatenim · José Antonio Peña Molina · |  |

| 26 maig 2007 | FC Barcelona B | 0 – 4           | UE Figueres                             | Barcelona                           |  |
| Jornada 38   |                | Mundo Deportivo | 17' 36' Álvaro · 48' Banal · 83' Miguel | Miniestadi · Emilio García Pulido · |  |

## Classificació
| Pos. | Equip           | J  | G  | E  | P  | GF | GC | DG  | pts. |
| --- | --------------- | -- | -- | -- | -- | -- | -- | --- | ---- |
| 1r | Alacant CF      | 38 | 20 | 5  | 13 | 51 | 36 | +15 | 65   |
| 2n | SD Huesca       | 38 | 18 | 8  | 12 | 44 | 33 | +11 | 62   |
| 3r | CE Alcoià       | 38 | 18 | 8  | 12 | 45 | 34 | +11 | 62   |
| 4t | CE L'Hospitalet | 38 | 16 | 13 | 9  | 43 | 36 | +7  | 61   |
| 5è | CF Badalona     | 38 | 16 | 12 | 10 | 47 | 28 | +19 | 60   |
| 6è | Terrassa FC     | 38 | 16 | 11 | 11 | 46 | 34 | +12 | 59   |
| 7è | Oriola CF       | 38 | 14 | 14 | 10 | 46 | 33 | +13 | 56   |
| 8è | Villajoyosa CF  | 38 | 14 | 12 | 12 | 39 | 40 | -1  | 54   |
| 9è | Benidorm CF     | 38 | 14 | 10 | 14 | 51 | 53 | -2  | 52   |
| 10è | Llevant UE B    | 38 | 13 | 13 | 12 | 33 | 35 | -2  | 52   |
| 11è | UDA Gramenet    | 38 | 14 | 10 | 14 | 39 | 41 | -2  | 52   |
| 12è | UE Figueres     | 38 | 13 | 10 | 15 | 37 | 43 | -6  | 49   |
| 13è | RCD Espanyol B  | 38 | 13 | 10 | 15 | 45 | 47 | -2  | 49   |
| 14è | UE Lleida       | 38 | 12 | 13 | 13 | 44 | 38 | +6  | 49   |
| 15è | CA Osasuna B    | 38 | 12 | 9  | 17 | 34 | 43 | -9  | 45   |
| 16è | València CF B   | 38 | 11 | 12 | 15 | 32 | 46 | -14 | 45   |
| 17è | UE Sant Andreu  | 38 | 12 | 9  | 17 | 35 | 43 | -8  | 45   |
| 18è | CE Eldenc       | 38 | 9  | 15 | 14 | 32 | 44 | -12 | 42   |
| 19è | FC Barcelona B  | 38 | 7  | 16 | 15 | 33 | 47 | -14 | 37   |
| 20è | UD Barbastro    | 38 | 7  | 12 | 19 | 31 | 53 | -22 | 33   |
| En groc, els equips que disputaren la lligueta de promoció a Segona Divisió A, i en vermell, els que descendiren a Tercera Divisió. |                 |    |    |    |    |    |    |     |      |

## Estadístiques individuals
| Jugador                            | P. | T. | S. | M.   | G. | TG | TV |
| ---------------------------------- | -- | -- | -- | ---- | -- | -- | -- |
| Carlos Craviotto Martos            | 29 | 29 | 0  | 2582 | 0  | 4  | 1  |
| Alberto García Cabrera             | 9  | 9  | 0  | 810  | 0  | 2  | 0  |
| David Ruiz Atiega                  | 1  | 0  | 1  | 27   | 0  | 0  | 0  |
| Albert Síria Castro                | 25 | 22 | 3  | 1970 | 0  | 5  | 1  |
| Joaquim Boadas Esparch             | 34 | 34 | 0  | 3060 | 0  | 3  | 0  |
| Alan Baró Calabuig                 | 32 | 27 | 5  | 2359 | 3  | 13 | 2  |
| Xavier Banal Cruz                  | 28 | 27 | 1  | 2385 | 3  | 10 | 1  |
| Juan José Olalla Fernández         | 17 | 17 | 0  | 1530 | 1  | 9  | 1  |
| Manuel Jesús Casas García Molo     | 16 | 15 | 1  | 1344 | 1  | 6  | 1  |
| Juan Manuel Viale Ochoa            | 9  | 9  | 0  | 810  | 0  | 1  | 0  |
| Xavier Comas Cañizares             | 12 | 4  | 8  | 477  | 0  | 0  | 0  |
| Pablo Coira Lojo                   | 6  | 4  | 2  | 378  | 0  | 1  | 0  |
| Iván Díaz Ruiz                     | 31 | 29 | 2  | 2455 | 3  | 7  | 1  |
| José Miguel Figueira Domínguez     | 31 | 26 | 5  | 2354 | 2  | 10 | 1  |
| Dieguito Gómez Muñoz               | 29 | 25 | 4  | 1962 | 6  | 7  | 1  |
| Diego Carrillo Pendas              | 31 | 24 | 7  | 1969 | 1  | 8  | 0  |
| Óscar Céspedes Cabeza              | 27 | 23 | 4  | 1823 | 0  | 5  | 0  |
| Álvaro Esteban Martín              | 27 | 22 | 5  | 1792 | 3  | 6  | 0  |
| Manel Expósito Presseguer          | 16 | 15 | 1  | 1330 | 5  | 3  | 1  |
| Sergio García Capitán              | 12 | 2  | 10 | 460  | 1  | 5  | 0  |
| Gabriel Santiago Fernández Babi    | 9  | 3  | 6  | 449  | 0  | 2  | 0  |
| Gabriel Mendy                      | 4  | 0  | 4  | 63   | 0  | 0  | 0  |
| Jaume Duran Nierga                 | 3  | 1  | 2  | 113  | 0  | 1  | 0  |
| Albert Vivó Martí                  | 1  | 0  | 1  | 8    | 0  | 0  | 0  |
| Marc Sellarés de Pedro             | 34 | 23 | 11 | 2283 | 5  | 7  | 0  |
| Miguel Ángel Bernal Domínguez Mito | 32 | 20 | 12 | 1917 | 1  | 3  | 0  |
| Uri Santos Ferrés                  | 14 | 5  | 9  | 472  | 1  | 3  | 0  |
| Bogdan Laurentiu Stoica            | 8  | 3  | 5  | 241  | 0  | 1  | 0  |